# Eselsbach (Lauter)
Der Eselsbach ist ein gut 12 km langer, rechter Nebenfluss der Lauter in Rheinland-Pfalz.

## Geographie

### Verlauf
Der Eselsbach entspringt im nordwestlichen Pfälzerwald am westlichen Ortsrand von Enkenbach-Alsenborn auf einer Höhe von 304 m ü. NHN. Von hier aus fließt der Bach vorwiegend in westliche Richtungen und mündet im Nordwesten von Kaiserslautern auf 226 m rechtsseitig in die Lauter.
Nach seinem 12,3 km langen Weg mündet der Eselsbach 78 Höhenmeter tiefer, was einem mittleren Sohlgefälle von 6,3 ‰ entspricht. Er entwässert ein 27,888 km² großes Einzugsgebiet über Lauter, Glan, Nahe und Rhein zur Nordsee.

### Zuflüsse
Dem Eselsbach fließen ausschließlich kurze Nebenflüsse zu. Im Folgenden werden diejenigen in der Reihenfolge von der Quelle zur Mündung genannt, die von der Wasserwirtschaftsverwaltung Rheinland-Pfalz geführt werden. Angegeben ist jeweils die orographische Lage der Mündung, die Länge, die Größe des Einzugsgebiets, die Höhenlage der Mündung und die Gewässerkennzahl.
| Name             | Lage   | Länge in km | EZG in km² | Mündungshöhe in m ü. NHN | GKZ      |
| ---------------- | ------ | ----------- | ---------- | ------------------------ | -------- |
| Dauborner Graben | links  | 1,1         | 4,000      | 259                      | 254664-2 |
| Schalbrunnenbach | rechts | 0,6         | 1,320      | 240                      | 254664-6 |

1. ↑  Gewässerkennzahl, in Deutschland die amtliche Fließgewässerkennziffer mit zur besseren Lesbarkeit eingefügtem Trenner hinter dem Präfix, das einheitlich für den allen gemeinsamen Vorfluter Eselsbach steht.

## Umwelt
Der Eselsbach zählt zu den feinmaterialreichen, silikatischen Mittelgebirgsbächen. Seine Gewässerstruktur ist überwiegend stark bis vollständig verändert. Wenige kurze Abschnitte werden als deutlich verändert angegeben. Die Gewässergüte wird durchgehend mit mäßig belastet angegeben (Stand 2005).